# Iliny
Iliny è un comune dell'Ungheria di 197 abitanti (dati 2001). È situato nella contea di Nógrád.